# Przejście graniczne Gubinek-Guben
Przejście graniczne Gubinek-Guben – istniejące do 2007 polsko-niemieckie drogowe przejście graniczne, położone w województwie lubuskim, w powiecie krośnieńskim, w gminie Gubin, w miejscowości Gubinek.

## Opis
Przejście graniczne Gubinek-Guben z miejscem odprawy granicznej po stronie polskiej w miejscowości Sękowice, zostało utworzone 6 kwietnia 2003. Czynne było przez całą dobę. Dopuszczone było przekraczanie granicy dla ruchu osobowego i towarowego oraz mały ruch graniczny. Kontrolę graniczną osób, towarów i środków transportu wykonywała kolejno: Graniczna Placówka Kontrolna Straży Granicznej w Gubinku, Placówka Straży Granicznej w Gubinku. Obie miejscowości łączył most na rzece Nysie Łużyckiej. Do przejścia granicznego po stronie polskiej prowadziła droga krajowa nr 32, a po stronie niemieckiej Bundesstraße 97.
21 grudnia 2007 na mocy układu z Schengen przejście graniczne zostało zlikwidowane.